# Novalena annamae
Novalena annamae är en spindelart som först beskrevs av Willis J. Gertsch och Davis 1940.  Novalena annamae ingår i släktet Novalena och familjen trattspindlar. Inga underarter finns listade i Catalogue of Life.